# إليوت بي. ستراوس
إليوت بي. ستراوس (بالإنجليزية: Elliott B. Strauss)‏ هو ضابط أمريكي، ولد في 15 مارس 1903 في واشنطن العاصمة في الولايات المتحدة، وتوفي في 19 أغسطس 2003.